# Porphyrinia grisescens
Porphyrinia grisescens är en fjärilsart som beskrevs av Leo Schwingenschuss 1935. Porphyrinia grisescens ingår i släktet Porphyrinia och familjen nattflyn. Inga underarter finns listade i Catalogue of Life.